# Проданец, Владислав Михайлович
Владислав Михайлович Проданец (9 июня 1943, Новороссийск, Краснодарский край — 26 июля 2008, Новороссийск, Краснодарский край) — советский футболист, нападающий. Позже — тренер. Мастер спорта СССР.

## Биография
В 1963 году попал в состав СКА из Ростова-на-Дону, где играл за дублирующий состав. Уже в следующем году перешёл в стан луганской «Зари». В сезоне 1965 году команда заняла второе место в своей подгруппе Первой лиги СССР, однако в финальном турнире луганчане остались на седьмом месте. В этом сезоне Проданец являлся лучшим бомбардиром команды с 14 забитыми голами. В этом же году он стал победителем второй группы класса «А» среди дублеров.
В 1966 году некоторое время выступал за дубль киевского «Динамо». Однако вскоре, вернулся в «Зарю». В сезоне 1966 года команда стала победителем Первой лиги и вышла в Высшую лигу. В высшем дивизионе он играл на протяжении двух лет. В 1968 году стал игроком коммунарского «Коммунарца» из Второй лиги. Сезон 1969 года провёл в пятигорском «Машуке», выступавшем в Первой лиге. В 1970 году вновь вернулся в «Зарю», однако за команду больше не сыграл.
По окончании карьеры футболиста перешёл на тренерскую работу. Являлся тренером Луганского областного высшего училища физической культуры (ЛОВУФК). Где среди его воспитанников были Сергей Юран, Олег Суслов, Владимир Микитин, Василий и Сергей Мазур, Виталий Поляков, Валерий Решетнев, Виталий Ковтун, Олег Шинкарёв, Геннадий Сушко, Дмитрий Мащенко и Эдуард Саркисов.

## Достижения
- Победитель Первой лиги СССР (1): 1966

## Статистика
| Сезон | Клуб                    | Лига        | Чемпионат | Чемпионат | Кубок | Кубок |
| Сезон | Клуб                    | Лига        | Игры      | Голы      | Игры  | Голы  |
| ----- | ----------------------- | ----------- | --------- | --------- | ----- | ----- |
| 1964  | Заря (Луганск)          | Первая лига | 3         | 0         |       |       |
| 1965  | Заря (Луганск)          | Первая лига | 39        | 14        | 1     | 0     |
| 1966  | Заря (Луганск)          | Первая лига | 25        | 6         |       |       |
| 1967  | Заря (Луганск)          | Высшая лига | 20        | 4         |       |       |
| 1968  | Заря (Луганск)          | Высшая лига | 11        | 2         | 2     | 2     |
| 1968  | Коммунарец (Коммунарск) | Вторая лига | 4         | 1         |       |       |
| 1969  | Коммунарец (Коммунарск) | Вторая лига | 5         | 5         |       |       |
| 1969  | Машук                   | Первая лига | 17        | 5         |       |       |